# Il cervello di Kennedy
Il cervello di Kennedy (Kennedys hjärna) è un romanzo di suspense dello scrittore svedese Henning Mankell, pubblicato nel 2005. Si tratta di un thriller indipendente, non legato alla serie del commissario Kurt Wallander
Il libro è stato tradotto in norvegese, finlandese, spagnolo, inglese, catalano, danese, turco, russo, ungherese, rumeno, francese, olandese, tedesco, polacco, oltre che in italiano.

## Trama
La protagonista del romanzo è Luise, una archeologa impegnata in scavi in Grecia. Deve ritornare in Svezia per una conferenza e avvisa il figlio lasciando un messaggio sulla sua segreteria telefonica. Suo figlio, Henrik Cantor, non risponde al telefono. Quando Luise entra nell'appartamento trova il cadavere del ragazzo riverso sul letto. Le indagini della polizia fanno pensare ad un suicidio. Louise, tuttavia, rifiuta di credere che suo figlio si sia tolto la vita: è convinta che Henrik non avrebbe mai commesso un gesto del genere, inoltre era sua abitudine dormire nudo mentre quando viene ritrovato indossa un pigiama.
Si mette alla ricerca dell'ex marito Aron, che aveva amato moltissimo ma che se ne era andato ormai da anni senza lasciare tracce. Vuol farlo partecipe della morte del figlio e della sua angoscia. 
Con fatica trova un indizio che la fa supporre che l'uomo viva in Australia e, raggiunto il paese  incredibilmente riesce a ritrovarlo. Insieme tornano in Europa e precisamente in Spagna dove scoprono che Erik aveva una doppia vita. Da alcune carte trovate in quella seconda casa, intuiscono che loro figlio era ossessionato dal mistero della sparizione del cervello del presidente Kennedy dopo l'autopsia. A questo punto anche Aron scompare senza lasciare più tracce. Una nuova fuga dalle responsabilità?
Tra le altre carte la madre trova le tracce di una fidanzata africana di cui il figlio non le aveva mai parlato. Luise inizia da sola un viaggio in Mozambico e in altri paesi africani seguendo labili tracce e incontrando persone che la segneranno. Scoprirà un mondo corrotto e spietato. 
Alcuni virus, in particolare l'AIDS, ma forse anche Ebola sono stati artificialmente introdotti in Africa? Le persone vengono artificialmente contagiate per trovare cure da rivendere all'occidente? 
Al termine del suo peregrinare Louise ipotizzerà, senza averne però la certezza, che forse il figlio si era davvero suicidato avendo toccato con mano l'impotenza a contrastare simili orrori.

## Edizioni in italiano
- Henning Mankell, Il cervello di Kennedy, traduzione di Barbara Fagnoni, Milano: Mondadori, 2007
- Henning Mankell, Il cervello di Kennedy, traduzione di Barbara Fagnoni, Milano: Oscar Mondadori, 2009
- Henning Mankell, Il cervello di Kennedy, traduzione dallo svedese di Barbara Fagnoni, Venezia: Marsilio, 2019